# Dynamene bidentata
Dynamene bidentata är en kräftdjursart som först beskrevs av Adams 1800.  Dynamene bidentata ingår i släktet Dynamene och familjen klotkräftor. Inga underarter finns listade i Catalogue of Life.